# Abierto de Australia 2019
El Abierto de Australia 2019 fue un torneo de tenis celebrado en las pistas de superficie dura del Melbourne Park, situado en Melbourne (Australia). El campeonato se llevó a cabo entre el 14 y el 27 de enero de 2019. Esta fue la 107.ª edición del Abierto y el primer torneo de Grand Slam de 2019. Contó con eventos individuales y por parejas de tanto masculinos, como femeninos, además de dobles mixtos.
También se celebraron categorías júnior y en silla de ruedas.

## Torneo

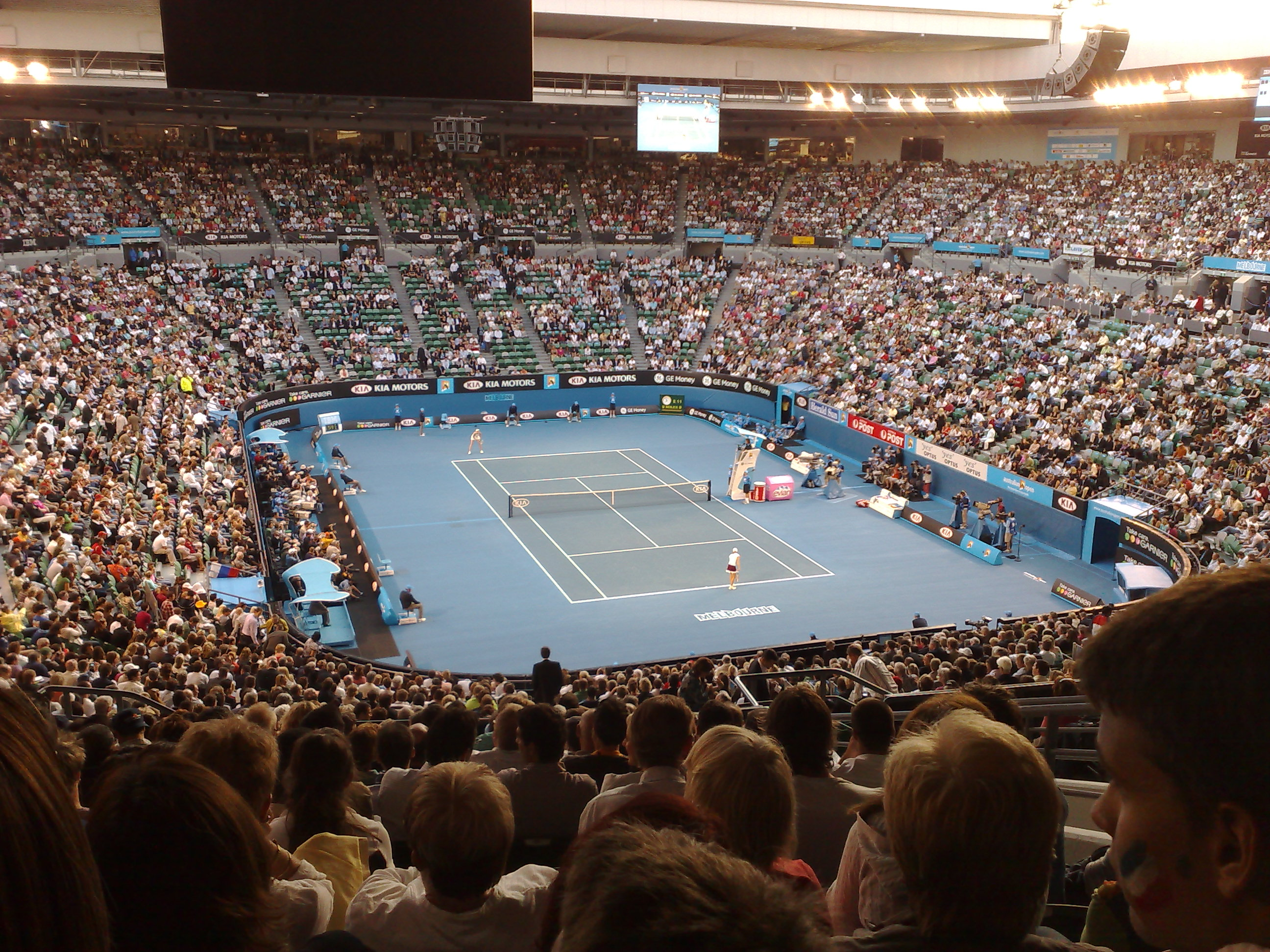
Estadio Rod Laver, pista central del Australian Open

El Abierto de Australia 2019 fue la edición número 107 del torneo, celebrado en las canchas del Melbourne Park, parte del Melbourne Sports and Entertainment Precinct, ubicado en Melbourne, Australia. Fue organizado por la Federación Internacional de Tenis (ITF, por sus siglas en inglés) y formó parte de los calendarios del ATP World Tour y del WTA Tour de 2019, bajo la categoría de Grand Slam.
Estuvo compuesto por cuadros masculinos y femeninos en las modalidades de individual y dobles para cada uno, así como un cuadro de dobles mixtos. También hubo eventos, en categorías individual y dobles en ramas masculinas y femeninas, para jugadores júnior y en silla de ruedas. El torneo se jugó en las veinticinco pistas de superficie dura (plexicushion) del Melbourne Park. Las tres canchas principales, Rod Laver Arena (sede de las finales), Margaret Court Arena y Melbourne Arena, que cuentan con techo retráctil utilizado únicamente en casos de lluvia o calor extremo.
Los organizadores han introducido una nueva regla de calor para este 2019. De esta forma, en los partidos femeninos, habrá una pausa de 10 minutos entre el segundo y tercer set en aquellos días donde el termómetro alcance cifras muy altas. La pausa en los partidos de hombres llegará entre el tercer y cuarto. Además, se ha decidido introducir un desempate al final del último set para evitar alargues innecesarios. Así pues, cuando el marcador llegue al 6-6 en los sets definitivos (tercer set en mujeres y quinto en hombres) se disputará un tiebreak donde ganará el primero que llegue a 10 puntos, con dos puntos de diferencia.

## Puntos y premios

### Distribución de puntos

#### Séniors
| Evento               | G    | F    | SF  | CF  | R16 | R32 | R64 | R128 | C  | C3 | C2 | C1 |
| Individual masculino | 2000 | 1200 | 720 | 360 | 180 | 90  | 45  | 10   | 25 | 16 | 8  | 0  |
| Dobles masculino     | 2000 | 1200 | 720 | 360 | 180 | 90  | 0   | —    | —  | —  | —  | —  |
| Individual femenino  | 2000 | 1300 | 780 | 430 | 240 | 130 | 70  | 10   | 40 | 30 | 20 | 2  |
| Dobles femenino      | 2000 | 1300 | 780 | 430 | 240 | 130 | 10  | —    | —  | —  | —  | —  |

| Evento           | G   | F   | SF  | CF  |
| Individual       | 800 | 500 | 375 | 100 |
| Dobles           | 800 | 500 | 100 | —   |
| Quad* Individual | 800 | 500 | 100 | —   |
| Quad* Dobles     | 800 | 100 | —   | —   |

| Evento               | G   | F   | SF  | CF  | R16 | R32 | C  | C3 |
| Individual masculino | 375 | 270 | 180 | 120 | 75  | 30  | 25 | 20 |
| Individual femenino  | 375 | 270 | 180 | 120 | 75  | 30  | 25 | 20 |
| Dobles masculino     | 270 | 180 | 120 | 75  | 45  | —   | —  | —  |
| Dobles femenino      | 270 | 180 | 120 | 75  | 45  | —   | —  | —  |

### Premios monetarios
El Abierto de Australia en su edición 2019 ha incrementado los premios en metálico a un máximo histórico de 62,5 millones de dólares australianos, un 14% más que en 2018.
| Evento       | G            | F            | SF         | CF         | R16        | R32        | R64        | R128      | C3        | C2        | C1        |
| Individual   | A$ 4 100 000 | A$ 2 050 000 | A$ 920 000 | A$ 460 000 | A$ 260 000 | A$ 155 000 | A$ 105 000 | A$ 75 000 | A$ 40 000 | A$ 25 000 | A$ 15 000 |
| Dobles       | A$ 750 000   | A$ 375 000   | A$ 190 000 | A$ 100 000 | A$ 55 000  | A$ 32 500  | A$ 21 000  | —         | —         | —         | —         |
| Dobles mixto | A$ 185 000   | A$ 95 000    | A$ 47 500  | A$ 23 000  | A$ 11 500  | A$ 5950    | —          | —         | —         | —         | —         |

## Actuación de los jugadores en el torneo

### Individual masculino
| Campeón                        | Campeón                  | Finalista                  | Finalista               |
| ------------------------------ | ------------------------ | -------------------------- | ----------------------- |
| Novak Djokovic [1]             | Novak Djokovic [1]       | Rafael Nadal [2]           | Rafael Nadal [2]        |
| Semifinalistas                 |                          |                            |                         |
| Lucas Pouille [28]             | Lucas Pouille [28]       | Stefanos Tsitsipas [14]    | Stefanos Tsitsipas [14] |
| Eliminados en cuartos de final |                          |                            |                         |
| Kei Nishikori [8]              | Milos Raonic [16]        | Roberto Bautista [22]      | Frances Tiafoe          |
| Eliminados en cuarta ronda     |                          |                            |                         |
| Daniil Medvedev [15]           | Pablo Carreño [23]       | Borna Ćorić [11]           | Alexander Zverev [4]    |
| Marin Čilić [6]                | Roger Federer [3]        | Grigor Dimitrov [20]       | Tomáš Berdych           |
| Eliminados en tercera ronda    |                          |                            |                         |
| Denis Shapovalov [25]          | David Goffin [21]        | João Sousa                 | Fabio Fognini [12]      |
| Alex Bolt [WC]                 | Pierre-Hugues Herbert    | Filip Krajinović           | Alexei Popyrin [WC]     |
| Fernando Verdasco [26]         | Karen Jachanov [10]      | Nikoloz Basilashvili [19]  | Taylor Fritz            |
| Andreas Seppi                  | Thomas Fabbiano          | Diego Schwartzman [18]     | Álex de Miñaur [27]     |
| Eliminados en segunda ronda    |                          |                            |                         |
| Jo-Wilfried Tsonga [WC]        | Taro Daniel              | Marius Copil               | Ryan Harrison           |
| Leonardo Mayer                 | Ilia Ivashka             | Philipp Kohlschreiber [32] | Ivo Karlović            |
| Jérémy Chardy                  | Gilles Simon [29]        | Hyeon Chung [24]           | Stan Wawrinka           |
| Márton Fucsovics               | Yevgueni Donskoi         | Maximilian Marterer        | Dominic Thiem [7]       |
| Mackenzie McDonald             | Radu Albot               | John Millman               | Yoshihito Nishioka      |
| Viktor Troicki [Q]             | Stefano Travaglia [Q]    | Gaël Monfils [30]          | Daniel Evans [Q]        |
| Kevin Anderson [5]             | Jordan Thompson          | Pablo Cuevas               | Reilly Opelka           |
| Robin Haase                    | Denis Kudla              | Henri Laaksonen [Q]        | Matthew Ebden           |
| Eliminados en primera ronda    |                          |                            |                         |
| Mitchell Krueger [Q]           | Martin Kližan            | Thanasi Kokkinakis [Q]     | Pablo Andújar           |
| Christian Garín                | Marcel Granollers        | Jiří Veselý                | Lloyd Harris [Q]        |
| Jaume Munar                    | Nicolás Jarry            | Malek Jaziri               | Luca Vanni [Q]          |
| Li Zhe [WC]                    | Guido Pella              | Hubert Hurkacz             | Kamil Majchrzak [Q]     |
| Aljaž Bedene                   | Ugo Humbert              | Jack Sock [WC]             | Bjorn Fratangelo [Q]    |
| Bradley Klahn                  | Sam Querrey              | Ernests Gulbis             | Nick Kyrgios            |
| Steve Darcis [PR]              | Albert Ramos             | Laslo Djere                | Marco Cecchinato [17]   |
| Mikhail Kukushkin              | Gleb Sakharov [Q]        | Mischa Zverev              | Benoît Paire            |
| Bernard Tomic                  | Andréi Rubliov           | Michael Mmoh               | Miomir Kecmanović [Q]   |
| Andy Murray [PR]               | Federico Delbonis        | Tennys Sandgren            | Peter Gojowczyk         |
| Matteo Berrettini              | Roberto Carballés        | Guido Andreozzi            | Christopher Eubanks [Q] |
| Damir Džumhur                  | Cameron Norrie           | Tatsuma Itō [Q]            | Denis Istomin           |
| Adrian Mannarino               | Prajnesh Gunneswaran [Q] | Feliciano López            | Steve Johnson [31]      |
| Janko Tipsarević [PR]          | Dušan Lajović            | Jason Kubler [WC]          | John Isner [9]          |
| Kyle Edmund [13]               | Guillermo García-López   | Marc Polmans [WC]          | Rudolf Molleker [Q]     |
| Pedro Sousa                    | Mirza Bašić              | Jan-Lennard Struff         | James Duckworth [WC]    |

### Individual femenino
| Campeona                       | Campeona                 | Finalista                  | Finalista                 |
| ------------------------------ | ------------------------ | -------------------------- | ------------------------- |
| Naomi Osaka [4]                | Naomi Osaka [4]          | Petra Kvitová [8]          | Petra Kvitová [8]         |
| Semifinalistas                 |                          |                            |                           |
| Karolína Plíšková [7]          | Karolína Plíšková [7]    | Danielle Collins           | Danielle Collins          |
| Eliminadas en cuartos de final |                          |                            |                           |
| Serena Williams [16]           | Elina Svitolina [6]      | Ashleigh Barty [15]        | Anastasiya Pavliuchenkova |
| Eliminadas en cuarta ronda     |                          |                            |                           |
| Simona Halep [1]               | Garbiñe Muguruza [18]    | Anastasija Sevastova [13]  | Madison Keys [17]         |
| Amanda Anisimova               | María Sharápova [30]     | Sloane Stephens [5]        | Angelique Kerber [2]      |
| Eliminadas en tercera ronda    |                          |                            |                           |
| Venus Williams                 | Dayana Yastremska        | Timea Bacsinszky [PR]      | Camila Giorgi [27]        |
| Su-Wei Hsieh [28]              | Qiang Wang [21]          | Elise Mertens [12]         | Shuai Zhang               |
| Belinda Bencic                 | Aryna Sabalenka [11]     | Maria Sakkari              | Caroline Wozniacki [3]    |
| Petra Martić [31]              | Aliaksandra Sasnovich    | Caroline Garcia [19]       | Kimberly Birrell [WC]     |
| Eliminadas en segunda ronda    |                          |                            |                           |
| Sofia Kenin                    | Alizé Cornet             | Carla Suárez [23]          | Eugénie Bouchard          |
| Natalia Vikhlyantseva [Q]      | Johanna Konta            | Iga Świątek [Q]            | Madison Brengle           |
| Tamara Zidanšek                | Laura Siegemund [PR]     | Aleksandra Krunić          | Bianca Andreescu [Q]      |
| Margarita Gasparyan            | Anastasia Potapova       | Kristýna Plíšková          | Viktória Kužmová          |
| Irina-Camelia Begu             | Yulia Putintseva         | Lesia Tsurenko [24]        | Katie Boulter             |
| Yafan Wang                     | Astra Sharma [Q]         | Rebecca Peterson           | Johanna Larsson           |
| Tímea Babos                    | Markéta Vondroušová      | Anett Kontaveit [20]       | Kiki Bertens [9]          |
| Sachia Vickery                 | Zoe Hives [WC]           | Donna Vekić [29]           | Beatriz Haddad Maia [Q]   |
| Eliminadas en primera ronda    |                          |                            |                           |
| Kaia Kanepi                    | Veronika Kudermetova [Q] | Lara Arruabarrena          | Mihaela Buzărnescu [25]   |
| Clara Burel [WC]               | Samantha Stosur          | Peng Shuai [WC]            | Tatjana Maria             |
| Daria Kasátkina [10]           | Varvara Lepchenko [Q]    | Ajla Tomljanović           | Zheng Saisai              |
| Dalila Jakupović               | Ana Bogdan               | Misaki Doi [Q]             | Karolína Muchová [Q]      |
| Magda Linette                  | Daria Gavrilova          | Victoria Azarenka          | Stefanie Vögele           |
| Fiona Ferro                    | Zarina Diyas             | Whitney Osuigwe [WC]       | Mona Barthel              |
| Anna Karolína Schmiedlová      | Zhu Lin [Q]              | Pauline Parmentier         | Destanee Aiava [WC]       |
| Dominika Cibulková [26]        | Anna Blinkova            | Kateryna Kozlova           | Viktorija Golubic [Q]     |
| Magdaléna Rybáriková           | Andrea Petković          | Kateřina Siniaková         | Barbora Strýcová [32]     |
| Ekaterina Alexandrova          | Monica Niculescu         | Yekaterina Makárova        | Anna Kalinskaya [Q]       |
| Luksika Kumkhum                | Ellen Perez [WC]         | Priscilla Hon [WC]         | Jeļena Ostapenko [22]     |
| Harriet Dart [Q]               | Sorana Cîrstea           | Vera Lapko                 | Alison Van Uytvanck       |
| Taylor Townsend                | Ons Jabeur               | Evgeniya Rodina            | Heather Watson            |
| Sara Sorribes                  | Kirsten Flipkens         | Mónica Puig                | Alison Riske              |
| Julia Görges [14]              | Ysaline Bonaventure [Q]  | Bethanie Mattek-Sands [PR] | Jessika Ponchet [Q]       |
| Kristina Mladenovic            | Paula Badosa [Q]         | Bernarda Pera              | Polona Hercog             |

## Sumario

### Día 1 (14 de enero)
- Cabezas de serie eliminados:
  - Individual masculino:  John Isner [10],  Kyle Edmund [14],  Steve Johnson [31].
  - Individual femenino:  Julia Görges [14],  Jeļena Ostapenko [22].
- Orden de juego

| Partidos en las canchas principales                  | Partidos en las canchas principales | Partidos en las canchas principales | Partidos en las canchas principales |
| Partidos en la Rod Laver Arena                       | Partidos en la Rod Laver Arena      | Partidos en la Rod Laver Arena      | Partidos en la Rod Laver Arena      |
| Evento                                               | Ganador                             | Perdedor                            | Resultado                           |
| ---------------------------------------------------- | ----------------------------------- | ----------------------------------- | ----------------------------------- |
| Individual femenino - Primera ronda                  | María Sharápova [30]                | Harriet Dart [Q]                    | 6-0, 6-0                            |
| Individual masculino - Primera ronda                 | Rafael Nadal [2]                    | James Duckworth                     | 6-4, 6-3, 7-5                       |
| Individual femenino - Primera ronda                  | Angelique Kerber [2]                | Polona Hercog                       | 6-2, 6-2                            |
| Individual femenino - Primera ronda                  | Caroline Wozniacki [3]              | Alison Van Uytvanck                 | 6-3, 6-4                            |
| Individual masculino - Primera ronda                 | Roger Federer [3]                   | Denis Istomin                       | 6-3, 6-4, 6-4                       |
| Partidos en la Margaret Court Arena                  |                                     |                                     |                                     |
| Evento                                               | Ganador                             | Perdedor                            | Resultado                           |
| Individual femenino - Primera ronda                  | Danielle Collins                    | Julia Görges [14]                   | 2-6, 7-6(7-5), 6-4                  |
| Individual femenino - Primera ronda                  | Sloane Stephens [5]                 | Taylor Townsend                     | 6-4, 6-2                            |
| Individual masculino - Primera ronda                 | Álex de Miñaur [27]                 | Pedro Sousa                         | 6-4, 7-5, 6-4                       |
| Individual femenino - Primera ronda                  | Ashleigh Barty [15]                 | Luksika Kumkhum                     | 6-2, 6-2                            |
| Individual masculino - Primera ronda                 | Marin Čilić [6]                     | Bernard Tomic                       | 6-2, 6-4, 7-6(7-3)                  |
| Partidos en la Melbourne Arena                       |                                     |                                     |                                     |
| Evento                                               | Ganador                             | Perdedor                            | Resultado                           |
| Individual masculino - Primera ronda                 | Kevin Anderson [5]                  | Adrian Mannarino                    | 6-3, 5-7, 6-2, 6-1                  |
| Individual femenino - Primera ronda                  | Maria Sakkari                       | Jeļena Ostapenko [22]               | 6-1, 3-6, 6-2                       |
| Individual masculino - Primera ronda                 | Tomáš Berdych                       | Kyle Edmund [13]                    | 6-3, 6-0, 7-5                       |
| Individual masculino - Primera ronda                 | Roberto Bautista [24]               | Andy Murray                         | 6-4, 6-4, 6-7(7-5), 6-7(4-7), 6-2   |
| Fondo de color indica un partido de la rama femenina |                                     |                                     |                                     |

### Día 2 (15 de enero)
- Cabezas de serie eliminados:
  - Individual masculino:  Marco Cecchinato [17].
  - Individual femenino:  Daria Kasátkina [10],  Mihaela Buzărnescu [25],  Dominika Cibulková [26].
- Orden de juego

| Partidos en las canchas principales                  | Partidos en las canchas principales | Partidos en las canchas principales | Partidos en las canchas principales |
| Partidos en la Rod Laver Arena                       | Partidos en la Rod Laver Arena      | Partidos en la Rod Laver Arena      | Partidos en la Rod Laver Arena      |
| Evento                                               | Ganador                             | Perdedor                            | Resultado                           |
| ---------------------------------------------------- | ----------------------------------- | ----------------------------------- | ----------------------------------- |
| Individual femenino - Primera ronda                  | Madison Keys [17]                   | Destanee Aiava [WC]                 | 6-2, 6-2                            |
| Individual femenino - Primera ronda                  | Serena Williams [16]                | Tatjana Maria                       | 6-0, 6-2                            |
| Individual masculino - Primera ronda                 | Alexander Zverev [4]                | Aljaž Bedene                        | 6-4, 6-1, 6-4                       |
| Individual masculino - Primera ronda                 | Novak Djokovic [1]                  | Mitchell Krueger [Q]                | 6-3, 6-2, 6-2                       |
| Individual femenino - Primera ronda                  | Naomi Osaka [4]                     | Magda Linette                       | 6-4, 6-2                            |
| Partidos en la Margaret Court Arena                  |                                     |                                     |                                     |
| Evento                                               | Ganador                             | Perdedor                            | Resultado                           |
| Individual masculino - Primera ronda                 | Kei Nishikori [8]                   | Kamil Majchrzak [Q]                 | 3-6, 6-7(6-8), 6-0, 6-2, 3-0, ret.  |
| Individual femenino - Primera ronda                  | Tamara Zidanšek                     | Daria Gavrilova                     | 7-5, 6-3                            |
| Individual femenino - Primera ronda                  | Venus Williams                      | Mihaela Buzărnescu [25]             | 6-7(3-7), 7-6(7-3), 6-2             |
| Individual femenino - Primera ronda                  | Simona Halep [1]                    | Kaia Kanepi                         | 6-7(2-7), 6-4, 6-2                  |
| Individual masculino - Primera ronda                 | Dominic Thiem [7]                   | Benoît Paire                        | 6-4, 6-3, 5-7, 1-6, 6-3             |
| Partidos en la Melbourne Arena                       |                                     |                                     |                                     |
| Evento                                               | Ganador                             | Perdedor                            | Resultado                           |
| Individual femenino - Primera ronda                  | Karolína Plíšková [7]               | Karolína Muchová [Q]                | 6-3, 6-2                            |
| Individual masculino - Primera ronda                 | Borna Ćorić [11]                    | Steve Darcis [PR]                   | 6-1, 6-4, 6-4                       |
| Individual femenino - Primera ronda                  | Laura Siegemund [PR]                | Victoria Azarenka                   | 6-7(5-7), 6-4, 6-2                  |
| Individual femenino - Primera ronda                  | Dayana Yastremska                   | Samantha Stosur                     | 7-5, 6-2                            |
| Individual masculino - Primera ronda                 | Milos Raonic [16]                   | Nick Kyrgios                        | 6-4, 7-6(7-4), 6-4                  |
| Fondo de color indica un partido de la rama femenina |                                     |                                     |                                     |

### Día 3 (16 de enero)
- Cabezas de serie eliminados:
  - Individual masculino:  Kevin Anderson [5],  Gaël Monfils [30]
  - Individual femenino:  Kiki Bertens [9],  Anett Kontaveit [20],  Lesia Tsurenko [24],  Donna Vekić [29]
  - Dobles masculino:  Jean-Julien Rojer /  Horia Tecău [9],  Feliciano López /  Marc López [14],  Rohan Bopanna /  Divij Sharan [15],  Robin Haase /  Matwé Middelkoop [16]
  - Dobles femenino:  Anna-Lena Grönefeld /  Vania King [12],  Miyu Kato /  Makoto Ninomiya [14]
- Orden de juego

| Partidos en las canchas principales                  | Partidos en las canchas principales | Partidos en las canchas principales | Partidos en las canchas principales |
| Partidos en la Rod Laver Arena                       | Partidos en la Rod Laver Arena      | Partidos en la Rod Laver Arena      | Partidos en la Rod Laver Arena      |
| Evento                                               | Ganador                             | Perdedor                            | Resultado                           |
| ---------------------------------------------------- | ----------------------------------- | ----------------------------------- | ----------------------------------- |
| Individual femenino - Segunda ronda                  | Sloane Stephens [5]                 | Tímea Babos                         | 6-3, 6-1                            |
| Individual femenino - Segunda ronda                  | Ashleigh Barty [15]                 | Yafan Wang                          | 6-2, 6-3                            |
| Individual masculino - Segunda ronda                 | Roger Federer [3]                   | Daniel Evans [Q]                    | 7-6(7-5), 7-6(7-3), 6-3             |
| Individual femenino - Segunda ronda                  | Angelique Kerber [2]                | Beatriz Haddad Maia [Q]             | 6-2, 6-3                            |
| Individual masculino - Segunda ronda                 | Rafael Nadal [2]                    | Matthew Ebden                       | 6-3, 6-2, 6-2                       |
| Partidos en la Margaret Court Arena                  |                                     |                                     |                                     |
| Evento                                               | Ganador                             | Perdedor                            | Resultado                           |
| Individual femenino - Segunda ronda                  | Anastasiya Pavliuchenkova           | Kiki Bertens [9]                    | 3-6, 6-3, 6-3                       |
| Individual masculino - Segunda ronda                 | Frances Tiafoe                      | Kevin Anderson [5]                  | 4-6, 6-4, 6-4, 7-5                  |
| Individual femenino - Segunda ronda                  | Caroline Wozniacki [3]              | Johanna Larsson                     | 6-1, 6-3                            |
| Individual masculino - Segunda ronda                 | Álex de Miñaur [27]                 | Henri Laaksonen [Q]                 | 6-4, 6-2, 6-7(7-9), 4-6, 6-3        |
| Individual femenino - Segunda ronda                  | María Sharápova [30]                | Rebecca Peterson                    | 6-2, 6-1                            |
| Partidos en la Melbourne Arena                       |                                     |                                     |                                     |
| Evento                                               | Ganador                             | Perdedor                            | Resultado                           |
| Individual femenino - Segunda ronda                  | Aliaksandra Sasnovich               | Anett Kontaveit [20]                | 6-3, 6-3                            |
| Individual masculino - Segunda ronda                 | Marin Čilić [6]                     | Mackenzie McDonald                  | 7-5, 6-7(9-11), 6-4, 6-4            |
| Individual femenino - Segunda ronda                  | Aryna Sabalenka [11]                | Katie Boulter                       | 6-3, 6-4                            |
| Individual masculino - Segunda ronda                 | Roberto Bautista [22]               | John Millman                        | 6-3, 6-1, 3-6, 6-7(6-8), 6-4        |
| Fondo de color indica un partido de la rama femenina |                                     |                                     |                                     |

### Día 4 (17 de enero)
- Cabezas de serie eliminados:
  - Individual masculino:  Dominic Thiem [7],  Hyeon Chung [24],  Philipp Kohlschreiber [32]
  - Individual femenino:  Carla Suárez [23]
  - Dobles masculino:  Juan Sebastián Cabal /  Robert Farah [2]
  - Dobles femenino:  Gabriela Dabrowski /  Xu Yifan [3],  Peng Shuai /  Yang Zhaoxuan [16]
- Orden de juego

| Partidos en las canchas principales                  | Partidos en las canchas principales | Partidos en las canchas principales | Partidos en las canchas principales      |
| Partidos en la Rod Laver Arena                       | Partidos en la Rod Laver Arena      | Partidos en la Rod Laver Arena      | Partidos en la Rod Laver Arena           |
| Evento                                               | Ganador                             | Perdedor                            | Resultado                                |
| ---------------------------------------------------- | ----------------------------------- | ----------------------------------- | ---------------------------------------- |
| Individual femenino - Segunda ronda                  | Elina Svitolina [6]                 | Viktória Kužmová                    | 6-4, 6-1                                 |
| Individual masculino - Segunda ronda                 | Milos Raonic [16]                   | Stan Wawrinka                       | 6-7(4-7), 7-6(8-6), 7-6(13-11), 7-6(7-5) |
| Individual femenino - Segunda ronda                  | Simona Halep [1]                    | Sofia Kenin                         | 6-3, 6-7(5-7), 6-4                       |
| Individual femenino - Segunda ronda                  | Serena Williams [16]                | Eugénie Bouchard                    | 6-2, 6-2                                 |
| Individual masculino - Segunda ronda                 | Novak Djokovic [1]                  | Jo-Wilfried Tsonga [WC]             | 6-3, 7-5, 6-4                            |
| Partidos en la Margaret Court Arena                  |                                     |                                     |                                          |
| Evento                                               | Ganador                             | Perdedor                            | Resultado                                |
| Individual masculino - Segunda ronda                 | Kei Nishikori [8]                   | Ivo Karlović                        | 6-3, 7-6(8-6), 5-7, 5-7, 7-6(10-7)       |
| Individual femenino - Segunda ronda                  | Naomi Osaka [4]                     | Tamara Zidanšek                     | 6-2, 6-4                                 |
| Individual femenino - Segunda ronda                  | Venus Williams                      | Alizé Cornet                        | 6-3, 4-6, 6-0                            |
| Individual masculino - Segunda ronda                 | Alexander Zverev [4]                | Jérémy Chardy                       | 7-6(7-5), 6-4, 5-7, 6-7(6-8), 6-1        |
| Individual femenino - Segunda ronda                  | Garbiñe Muguruza [18]               | Johanna Konta                       | 6-4, 6-7(3-7), 7-5                       |
| Partidos en la Melbourne Arena                       |                                     |                                     |                                          |
| Evento                                               | Ganador                             | Perdedor                            | Resultado                                |
| Individual femenino - Segunda ronda                  | Karolína Plíšková [7]               | Madison Brengle                     | 4-6, 6-1, 6-0                            |
| Individual femenino - Segunda ronda                  | Madison Keys [17]                   | Anastasia Potapova                  | 6-3, 6-4                                 |
| Individual masculino - Segunda ronda                 | Pierre-Hugues Herbert               | Hyeon Chung [24]                    | 6-2, 1-6, 6-2, 6-4                       |
| Individual masculino - Segunda ronda                 | Alexei Popyrin [WC]                 | Dominic Thiem [7]                   | 7-5, 6-4, 2-0, ret.                      |
| Fondo de color indica un partido de la rama femenina |                                     |                                     |                                          |

### Día 5 (18 de enero)
- Cabezas de serie eliminados:
  - Individual masculino:  Diego Schwartzman [18],  Nikoloz Basilashvili [19],  Fernando Verdasco [26],  Álex de Miñaur [27]
  - Individual femenino:  Caroline Wozniacki [3],  Aryna Sabalenka [11],  Caroline Garcia [19],  Petra Martić [31]
  - Dobles masculino:  Oliver Marach /  Mate Pavić [1],  Ivan Dodig /  Édouard Roger-Vasselin [13]
  - Dobles femenino:  Lucie Hradecká /  Yekaterina Makárova [6],  Su-Wei Hsieh /  Abigail Spears [8]
- Orden de juego

| Partidos en las canchas principales                  | Partidos en las canchas principales | Partidos en las canchas principales | Partidos en las canchas principales |
| Partidos en la Rod Laver Arena                       | Partidos en la Rod Laver Arena      | Partidos en la Rod Laver Arena      | Partidos en la Rod Laver Arena      |
| Evento                                               | Ganador                             | Perdedor                            | Resultado                           |
| ---------------------------------------------------- | ----------------------------------- | ----------------------------------- | ----------------------------------- |
| Individual femenino - Tercera ronda                  | Ashleigh Barty [15]                 | Maria Sakkari                       | 7-5, 6-1                            |
| Individual masculino - Tercera ronda                 | Roger Federer [3]                   | Taylor Fritz                        | 6-2, 7-5, 6-2                       |
| Individual femenino - Tercera ronda                  | María Sharápova [30]                | Caroline Wozniacki [3]              | 6-4, 4-6, 6-3                       |
| Individual masculino - Tercera ronda                 | Rafael Nadal [2]                    | Álex de Miñaur [27]                 | 6-1, 6-2, 6-4                       |
| Individual femenino - Tercera ronda                  | Angelique Kerber [2]                | Kimberly Birrell [WC]               | 6-1, 6-0                            |
| Partidos en la Margaret Court Arena                  |                                     |                                     |                                     |
| Evento                                               | Ganador                             | Perdedor                            | Resultado                           |
| Individual masculino - Tercera ronda                 | Stefanos Tsitsipas [14]             | Nikoloz Basilashvili [19]           | 6-3, 3-6, 7-6(9-7), 6-4             |
| Individual femenino - Tercera ronda                  | Amanda Anisimova                    | Aryna Sabalenka [11]                | 6-3, 6-2                            |
| Individual femenino - Tercera ronda                  | Sloane Stephens [5]                 | Petra Martić [31]                   | 7-6(8-6), 7-6(7-5)                  |
| Individual femenino - Tercera ronda                  | Danielle Collins                    | Caroline Garcia [19]                | 6-3, 6-2                            |
| Individual masculino - Tercera ronda                 | Marin Čilić [6]                     | Fernando Verdasco [26]              | 4-6, 3-6, 6-1, 7-6(10-8), 6-3       |
| Partidos en la Melbourne Arena                       |                                     |                                     |                                     |
| Evento                                               | Ganador                             | Perdedor                            | Resultado                           |
| Individual masculino - Tercera ronda                 | Tomáš Berdych                       | Diego Schwartzman [18]              | 5-7, 6-3, 7-5, 6-4                  |
| Individual femenino - Tercera ronda                  | Anastasiya Pavliuchenkova           | Aliaksandra Sasnovich               | 6-0, 6-3                            |
| Individual masculino - Tercera ronda                 | Grigor Dimitrov [20]                | Thomas Fabbiano                     | 7-6(7-5), 6-4, 6-4                  |
| Individual femenino - Tercera ronda                  | Petra Kvitová [8]                   | Belinda Bencic                      | 6-1, 6-4                            |
| Fondo de color indica un partido de la rama femenina |                                     |                                     |                                     |

### Día 6 (19 de enero)
- Cabezas de serie eliminados:
  - Individual masculino:  Fabio Fognini [12],  David Goffin [21],  Denis Shapovalov [25]
  - Individual femenino:  Elise Mertens [12],  Wang Qiang [21],  Camila Giorgi [27],  Su-Wei Hsieh [28]
  - Dobles masculino:  Dominic Inglot /  Franko Škugor [10]
  - Dobles femenino:  Irina-Camelia Begu /  Mihaela Buzărnescu [10],  Eri Hozumi /  Alicja Rosolska [11]
  - Dobles mixto:  Makoto Ninomiya /  Ben McLachlan [7],  Yekaterina Makárova /  Artem Sitak [8]
- Orden de juego

| Partidos en las canchas principales                  | Partidos en las canchas principales | Partidos en las canchas principales | Partidos en las canchas principales |
| Partidos en la Rod Laver Arena                       | Partidos en la Rod Laver Arena      | Partidos en la Rod Laver Arena      | Partidos en la Rod Laver Arena      |
| Evento                                               | Ganador                             | Perdedor                            | Resultado                           |
| ---------------------------------------------------- | ----------------------------------- | ----------------------------------- | ----------------------------------- |
| Individual femenino - Tercera ronda                  | Elina Svitolina [6]                 | Zhang Shuai                         | 4-6, 6-4, 7-5                       |
| Individual femenino - Tercera ronda                  | Serena Williams [16]                | Dayana Yastremska                   | 6-2, 6-1                            |
| Individual masculino - Tercera ronda                 | Novak Djokovic [1]                  | Denis Shapovalov [25]               | 6-3, 6-4, 4-6, 6-0                  |
| Individual masculino - Tercera ronda                 | Alexander Zverev [3]                | Alex Bolt [WC]                      | 6-3, 6-3, 6-2                       |
| Individual femenino - Tercera ronda                  | Karolína Plíšková [7]               | Camila Giorgi [27]                  | 6-4, 3-6, 6-2                       |
| Partidos en la Margaret Court Arena                  |                                     |                                     |                                     |
| Evento                                               | Ganador                             | Perdedor                            | Resultado                           |
| Individual femenino - Tercera ronda                  | Naomi Osaka [4]                     | Su-Wei Hsieh [28]                   | 5-7, 6-4, 6-1                       |
| Individual masculino - Tercera ronda                 | Kei Nishikori [8]                   | João Sousa                          | 7-6(8-6), 6-1, 6-2                  |
| Individual femenino - Tercera ronda                  | Madison Keys [17]                   | Elise Mertens [12]                  | 6-3, 6-2                            |
| Individual femenino - Tercera ronda                  | Simona Halep [1]                    | Venus Williams                      | 6-2, 6-3                            |
| Individual masculino - Tercera ronda                 | Lucas Pouille [28]                  | Alexei Popyrin [WC]                 | 7-6(7-3), 6-3, 6-7(10-12), 4-6, 6-3 |
| Partidos en la Melbourne Arena                       |                                     |                                     |                                     |
| Evento                                               | Ganador                             | Perdedor                            | Resultado                           |
| Dobles masculino leyendas - Fase de grupos           | John McEnroe Patrick McEnroe        | Jonas Björkman Thomas Johansson     | 3-4(4-5), 4-3(5-4), 4-2             |
| Individual masculino - Tercera ronda                 | Daniil Medvedev [15]                | David Goffin [21]                   | 6-2, 7-6(7-3), 6-3                  |
| Individual masculino - Tercera ronda                 | Milos Raonic [16]                   | Pierre-Hugues Herbert               | 6-4, 6-4, 7-6(8-6)                  |
| Individual femenino - Tercera ronda                  | Garbiñe Muguruza [18]               | Timea Bacsinszky [PR]               | 7-6(10-8), 6-2                      |
| Fondo de color indica un partido de la rama femenina |                                     |                                     |                                     |

### Día 7 (20 de enero)
- Cabezas de serie eliminados:
  - Individual masculino:  Roger Federer [3],  Marin Čilić [6],  Grigor Dimitrov [20]
  - Individual femenino:  Angelique Kerber [2],  Sloane Stephens [5],  María Sharápova [30]
  - Dobles mixto:  Mihaela Buzărnescu /  Oliver Marach [4]
- Orden de juego

| Partidos en las canchas principales                  | Partidos en las canchas principales        | Partidos en las canchas principales | Partidos en las canchas principales |
| Partidos en la Rod Laver Arena                       | Partidos en la Rod Laver Arena             | Partidos en la Rod Laver Arena      | Partidos en la Rod Laver Arena      |
| Evento                                               | Ganador                                    | Perdedor                            | Resultado                           |
| ---------------------------------------------------- | ------------------------------------------ | ----------------------------------- | ----------------------------------- |
| Individual femenino - Cuarta ronda                   | Petra Kvitová [8]                          | Amanda Anisimova                    | 6-2, 6-1                            |
| Individual femenino - Cuarta ronda                   | Ashleigh Barty [15]                        | María Sharápova [30]                | 4-6, 6-1, 6-4                       |
| Individual masculino - Cuarta ronda                  | Rafael Nadal [2]                           | Tomáš Berdych                       | 6-0, 6-1, 7-6(7-4)                  |
| Individual masculino - Cuarta ronda                  | Stefanos Tsitsipas [14]                    | Roger Federer [3]                   | 6-7(11-13), 7-6(7-3), 7-5, 7-6(7-5) |
| Individual femenino - Cuarta ronda                   | Anastasiya Pavliuchenkova                  | Sloane Stephens [5]                 | 6-7(3-7), 6-3, 6-3                  |
| Partidos en la Margaret Court Arena                  |                                            |                                     |                                     |
| Evento                                               | Ganador                                    | Perdedor                            | Resultado                           |
| Dobles masculino leyendas - Fase de grupos           | Wayne Ferreira Goran Ivanišević            | Pat Cash Mark Woodforde             | 1-4, 4-1, 4-2                       |
| Dobles femenino - Tercera ronda                      | Raquel Atawo [9] Katarina Srebotnik [9]    | Irina Bara Monica Niculescu         | 6-2, 3-6, 6-3                       |
| Individual femenino - Cuarta ronda                   | Danielle Collins                           | Angelique Kerber [2]                | 6-0, 6-2                            |
| Individual masculino - Cuarta ronda                  | Roberto Bautista [22]                      | Marin Čilić [6]                     | 6-7(6-8), 6-3, 6-2, 4-6, 6-4        |
| Partidos en la Melbourne Arena                       |                                            |                                     |                                     |
| Evento                                               | Ganador                                    | Perdedor                            | Resultado                           |
| Dobles femenino - Tercera ronda                      | Andreja Klepač [5] María José Martínez [5] | Kaitlyn Christian Asia Muhammad     | 6-2, 6-2                            |
| Individual masculino - Cuarta ronda                  | Frances Tiafoe                             | Grigor Dimitrov [20]                | 7-5, 7-6(8-6), 6-7(1-7), 7-5        |
| Dobles masculino - Tercera ronda                     | Henri Kontinen [12] John Peers [12]        | Radu Albot Malek Jaziri             | 7-6(7-5), 6-4                       |
| Fondo de color indica un partido de la rama femenina |                                            |                                     |                                     |

### Día 8 (21 de enero)
- Cabezas de serie eliminados:
  - Individual masculino:  Alexander Zverev [4],  Borna Ćorić [11],  Daniil Medvedev [15],  Pablo Carreño [23]
  - Individual femenino:  Simona Halep [1],  Anastasija Sevastova [13],  Madison Keys [17],  Garbiñe Muguruza [18]
  - Dobles masculino:  Rajeev Ram /  Joe Salisbury [11]
  - Dobles femenino:  Nicole Melichar /  Květa Peschke [4],  Kirsten Flipkens /  Johanna Larsson [13]
- Orden de juego

| Partidos en las canchas principales                  | Partidos en las canchas principales           | Partidos en las canchas principales        | Partidos en las canchas principales      |
| Partidos en la Rod Laver Arena                       | Partidos en la Rod Laver Arena                | Partidos en la Rod Laver Arena             | Partidos en la Rod Laver Arena           |
| Evento                                               | Ganador                                       | Perdedor                                   | Resultado                                |
| ---------------------------------------------------- | --------------------------------------------- | ------------------------------------------ | ---------------------------------------- |
| Dobles masculino leyendas - Fase de grupos           | John McEnroe Patrick McEnroe                  | Henri Leconte Todd Woodbridge              | 4-1, 4-3(5-2)                            |
| Individual femenino - Cuarta ronda                   | Naomi Osaka [4]                               | Anastasija Sevastova [13]                  | 4-6, 6-3, 6-4                            |
| Individual masculino - Cuarta ronda                  | Milos Raonic [16]                             | Alexander Zverev [4]                       | 6-1, 6-1, 7-6(7-5)                       |
| Individual femenino - Cuarta ronda                   | Serena Williams [16]                          | Simona Halep [1]                           | 6-1, 4-6, 6-4                            |
| Individual masculino - Cuarta ronda                  | Novak Djokovic [1]                            | Daniil Medvedev [15]                       | 6-4, 6-7(5-7), 6-2, 6-3                  |
| Partidos en la Margaret Court Arena                  |                                               |                                            |                                          |
| Evento                                               | Ganador                                       | Perdedor                                   | Resultado                                |
| Individual femenino - Cuarta ronda                   | Elina Svitolina [6]                           | Madison Keys [17]                          | 6-2, 1-6, 6-1                            |
| Dobles femenino - Tercera ronda                      | Samantha Stosur Zhang Shuai                   | Alizé Cornet Petra Martić                  | 7-5, 6-3                                 |
| Individual femenino - Cuarta ronda                   | Karolína Plíšková [7]                         | Garbiñe Muguruza [18]                      | 6-3, 6-1                                 |
| Individual masculino - Cuarta ronda                  | Kei Nishikori [8]                             | Pablo Carreño [23]                         | 6-7(8-10), 4-6, 7-6(7-4), 6-4, 7-6(10-8) |
| Partidos en la Melbourne Arena                       |                                               |                                            |                                          |
| Evento                                               | Ganador                                       | Perdedor                                   | Resultado                                |
| Dobles mixto - Segunda ronda                         | Astra Sharma [WC] John-Patrick Smith [WC]     | Andreja Klepač Édouard Roger-Vasselin      | 6-4, 7-5                                 |
| Dobles femenino - Tercera ronda                      | Tímea Babos [2] Kristina Mladenovic [2]       | Kirsten Flipkens [13] Johanna Larsson [13] | 6-1, 6-4                                 |
| Dobles femenino - Tercera ronda                      | Barbora Krejčíková [1] Kateřina Siniaková [1] | Elise Mertens Aryna Sabalenka              | 2-6, 6-2, 6-3                            |
| Individual masculino - Cuarta ronda                  | Lucas Pouille [28]                            | Borna Ćorić [11]                           | 6-7(4-7), 6-4, 7-5, 7-6(7-2)             |
| Fondo de color indica un partido de la rama femenina |                                               |                                            |                                          |

### Día 9 (22 de enero)
- Cabezas de serie eliminados:
  - Individual masculino:  Roberto Bautista [22]
  - Individual femenino:  Ashleigh Barty [15]
  - Dobles masculino:  Raven Klaasen /  Michael Venus [6]
  - Dobles femenino:  Barbora Krejčíková /  Kateřina Siniaková [1],  Andreja Klepač /  María José Martínez [4],  Chan Hao-ching /  Chan Yung-jan [7],  Raquel Atawo /  Katarina Srebotnik [9]
- Orden de juego

| Partidos en las canchas principales                  | Partidos en las canchas principales      | Partidos en las canchas principales           | Partidos en las canchas principales |
| Partidos en la Rod Laver Arena                       | Partidos en la Rod Laver Arena           | Partidos en la Rod Laver Arena                | Partidos en la Rod Laver Arena      |
| Evento                                               | Ganador                                  | Perdedor                                      | Resultado                           |
| ---------------------------------------------------- | ---------------------------------------- | --------------------------------------------- | ----------------------------------- |
| Dobles masculino leyendas - Fase de grupos           | Mansour Bahrami Mark Philippoussis       | Wayne Ferreira Goran Ivanišević               | 4-1, 2-4, 4-3(4-1)                  |
| Individual masculino - Cuartos de final              | Stefanos Tsitsipas [14]                  | Roberto Bautista [22]                         | 7-5, 4-6, 6-4, 7-6(7-2)             |
| Individual femenino - Cuartos de final               | Danielle Collins                         | Anastasiya Pavliuchenkova                     | 2-6, 7-5, 6-1                       |
| Individual femenino - Cuartos de final               | Petra Kvitová [8]                        | Ashleigh Barty [15]                           | 6-1, 6-4                            |
| Individual masculino - Cuartos de final              | Rafael Nadal [2]                         | Frances Tiafoe                                | 6-3, 6-4, 6-2                       |
| Partidos en la Margaret Court Arena                  |                                          |                                               |                                     |
| Evento                                               | Ganador                                  | Perdedor                                      | Resultado                           |
| Dobles femenino - Cuartos de final                   | Samantha Stosur Zhang Shuai              | Barbora Krejčíková [1] Kateřina Siniaková [1] | 7-6(7-2), 7-6(7-4)                  |
| Dobles masculino - Cuartos de final                  | Leonardo Mayer João Sousa                | Raven Klaasen [6] Michael Venus [6]           | 6-4, 7-6(8-6)                       |
| Dobles masculino leyendas - Fase de grupos           | Jonas Björkman Thomas Johansson          | Michael Chang Jacco Eltingh                   | 4-2, 4-3(5-3)                       |
| Dobles mixto - Segunda ronda                         | Anna-Lena Grönefeld [5] Robert Farah [5] | Samantha Stosur [WC] Leander Paes [WC]        | 4-6, 6-4, [10-8]                    |
| Fondo de color indica un partido de la rama femenina |                                          |                                               |                                     |

### Día 10 (23 de enero)
- Cabezas de serie eliminados:
  - Individual masculino:  Kei Nishikori [8],  Milos Raonic [16]
  - Individual femenino:  Elina Svitolina [6],  Serena Williams [16]
  - Dobles masculino:  Jamie Murray /  Bruno Soares [3],  Bob Bryan /  Mike Bryan [4],  Łukasz Kubot /  Horacio Zeballos [7]
- Orden de juego

| Partidos en las canchas principales                  | Partidos en las canchas principales         | Partidos en las canchas principales  | Partidos en las canchas principales |
| Partidos en la Rod Laver Arena                       | Partidos en la Rod Laver Arena              | Partidos en la Rod Laver Arena       | Partidos en la Rod Laver Arena      |
| Evento                                               | Ganador                                     | Perdedor                             | Resultado                           |
| ---------------------------------------------------- | ------------------------------------------- | ------------------------------------ | ----------------------------------- |
| Individual femenino - Cuartos de final               | Naomi Osaka [4]                             | Elina Svitolina [6]                  | 6-4, 6-1                            |
| Individual femenino - Cuartos de final               | Karolína Plíšková [7]                       | Serena Williams [16]                 | 6-4, 4-6, 7-5                       |
| Individual masculino - Cuartos de final              | Lucas Pouille [28]                          | Milos Raonic [16]                    | 7-6(7-4), 6-3, 6-7(2-7), 6-4        |
| Individual masculino - Cuartos de final              | Novak Djokovic [1]                          | Kei Nishikori [8]                    | 6-1, 4-1, ret.                      |
| Dobles femenino - Semifinales                        | Samantha Stosur Zhang Shuai                 | Barbora Strýcová Markéta Vondroušová | 7-5, 4-6, 7-5                       |
| Partidos en la Margaret Court Arena                  |                                             |                                      |                                     |
| Evento                                               | Ganador                                     | Perdedor                             | Resultado                           |
| Dobles masculino - Cuartos de final                  | Pierre-Hugues Herbert [5] Nicolas Mahut [5] | Bob Bryan [4] Mike Bryan [4]         | 6-4, 7-6(7-3)                       |
| Dobles masculino - Cuartos de final                  | Henri Kontinen [12] John Peers [12]         | Jamie Murray [3] Bruno Soares [3]    | 6-3, 6-4                            |
| Dobles femenino - Semifinales                        | Tímea Babos [2] Kristina Mladenovic [2]     | Jennifer Brady Alison Riske          | 6-4, 6-2                            |
| Dobles mixto - Cuartos de final                      | Astra Sharma [WC] John-Patrick Smith [WC]   | Bethanie Mattek-Sands Jamie Murray   | 6-2, 7-6(7-5)                       |
| Fondo de color indica un partido de la rama femenina |                                             |                                      |                                     |

### Día 11 (24 de enero)
- Cabezas de serie eliminados:
  - Individual masculino:  Stefanos Tsitsipas [14]
  - Individual femenino:  Karolína Plíšková [7]
  - Dobles mixto:  Nicole Melichar /  Bruno Soares [2]
- Orden de juego

| Partidos en las canchas principales                  | Partidos en las canchas principales         | Partidos en las canchas principales      | Partidos en las canchas principales |
| Partidos en la Rod Laver Arena                       | Partidos en la Rod Laver Arena              | Partidos en la Rod Laver Arena           | Partidos en la Rod Laver Arena      |
| Evento                                               | Ganador                                     | Perdedor                                 | Resultado                           |
| ---------------------------------------------------- | ------------------------------------------- | ---------------------------------------- | ----------------------------------- |
| Dobles masculino - Semifinales                       | Henri Kontinen [12] John Peers [12]         | Leonardo Mayer João Sousa                | 6-1, 7-6(8-6)                       |
| Individual femenino - Semifinales                    | Petra Kvitová [8]                           | Danielle Collins                         | 7-6(7-2), 6-0                       |
| Individual femenino - Semifinales                    | Naomi Osaka [4]                             | Karolína Plíšková [7]                    | 6-2, 4-6, 6-4                       |
| Individual masculino - Semifinales                   | Rafael Nadal [2]                            | Stefanos Tsitsipas [14]                  | 6-2, 6-4, 6-0                       |
| Dobles mixto - Semifinal                             | Astra Sharma [WC] John-Patrick Smith [WC]   | Nicole Melichar [2] Bruno Soares [2]     | 6-4, 7-6(7-5)                       |
| Partidos en la Margaret Court Arena                  |                                             |                                          |                                     |
| Evento                                               | Ganador                                     | Perdedor                                 | Resultado                           |
| Dobles masculino leyendas - Fase de grupos           | John McEnroe Patrick McEnroe                | Michael Chang Jacco Eltingh              | 4-3(5-1), 4-2                       |
| Dobles masculino leyendas - Fase de grupos           | Thomas Enqvist Mats Wilander                | Wayne Ferreira Goran Ivanišević          | 4-3(5-4), 4-1                       |
| Dobles masculino - Semifinales                       | Pierre-Hugues Herbert [5] Nicolas Mahut [5] | Ryan Harrison Sam Querrey                | 6-4, 6-2                            |
| Dobles mixto - Semifinal                             | Barbora Krejčíková [3] Rajeev Ram [3]       | María José Martínez Sánchez Neal Skupski | 6-0, 6-4                            |
| Fondo de color indica un partido de la rama femenina |                                             |                                          |                                     |

### Día 12 (25 de enero)
- Cabezas de serie eliminados:
  - Individual masculino:  Lucas Pouille [28]
  - Dobles femenino:  Tímea Babos /  Kristina Mladenovic [2]
- Orden de juego

## Cabezas de serie
Los siguientes son los jugadores clasificados y los jugadores más importantes que se han retirado del evento. Las posiciones se organizan de acuerdo con las clasificaciones ATP y WTA del 7 de enero de 2019, mientras que los puntos por defender son a partir del 14 de enero de 2019. Los nuevos puntos se mostrarán en los rankings del 28 de enero de 2019.

### Individual masculino
| N° | Clasif | Jugador               | Puntos | Puntos por defender | Puntos ganados | Nuevos puntos | Ronda hasta la que avanzó en el torneo                |
| -- | ------ | --------------------- | ------ | ------------------- | -------------- | ------------- | ----------------------------------------------------- |
| 1  | 1      | Novak Djokovic        | 9135   | 180                 | 2000           | 10995         | Campeón, venció a Rafael Nadal [2]                    |
| 2  | 2      | Rafael Nadal          | 7480   | 360                 | 1200           | 8320          | Final, perdió ante Novak Djokovic [1]                 |
| 3  | 3      | Roger Federer         | 6420   | 2000                | 180            | 4600          | Cuarta ronda, perdió ante Stefanos Tsitsipas [14]     |
| 4  | 4      | Alexander Zverev      | 6385   | 90                  | 180            | 6475          | Cuarta ronda, perdió ante Milos Raonic [16]           |
| 5  | 6      | Kevin Anderson        | 4810   | 10                  | 45             | 4845          | Segunda ronda, perdió ante Frances Tiafoe             |
| 6  | 7      | Marin Čilić           | 4160   | 1200                | 180            | 3140          | Cuarta ronda, perdió ante Roberto Bautista [22]       |
| 7  | 8      | Dominic Thiem         | 4095   | 180                 | 45             | 3960          | Segunda ronda, se retiró ante Alexei Popyrin [WC]     |
| 8  | 9      | Kei Nishikori         | 3750   | 0                   | 360            | 4110          | Cuartos de final, se retiró ante Novak Djokovic [1]   |
| 9  | 10     | John Isner            | 3155   | 10                  | 10             | 3155          | Primera ronda, perdió ante Reilly Opelka              |
| 10 | 11     | Karen Jachanov        | 2835   | 45                  | 90             | 2880          | Tercera ronda, perdió ante Roberto Bautista [22]      |
| 11 | 12     | Borna Ćorić           | 2435   | 10                  | 180            | 2605          | Cuarta ronda, perdió ante Lucas Pouille [28]          |
| 12 | 13     | Fabio Fognini         | 2315   | 180                 | 90             | 2225          | Tercera ronda, perdió ante Pablo Carreño [23]         |
| 13 | 14     | Kyle Edmund           | 2150   | 720                 | 10             | 1440          | Primera ronda, perdió ante Tomáš Berdych              |
| 14 | 15     | Stefanos Tsitsipas    | 2095   | 10                  | 720            | 2805          | Semifinales perdió ante Rafael Nadal [2]              |
| 15 | 19     | Daniil Medvédev       | 1865   | 45                  | 180            | 2000          | Cuarta ronda, perdió ante Novak Djokovic [1]          |
| 16 | 17     | Milos Raonic          | 1900   | 10                  | 360            | 2250          | Cuartos de final, perdió ante Lucas Pouille [28]      |
| 17 | 18     | Marco Cecchinato      | 1889   | (29)                | 10             | 1870          | Primera ronda, perdió ante Filip Krajinović           |
| 18 | 16     | Diego Schwartzman     | 1925   | 180                 | 90             | 1835          | Tercera ronda, perdió ante Tomáš Berdych              |
| 19 | 20     | Nikoloz Basilashvili  | 1820   | 90                  | 90             | 1820          | Tercera ronda, perdió ante Stefanos Tsitsipas [14]    |
| 20 | 21     | Grigor Dimitrov       | 1790   | 360                 | 180            | 1610          | Cuarta ronda, perdió ante Frances Tiafoe              |
| 21 | 22     | David Goffin          | 1785   | 45                  | 90             | 1830          | Tercera ronda, perdió ante Daniil Medvédev [15]       |
| 22 | 24     | Roberto Bautista      | 1605   | 10                  | 360            | 1955          | Cuartos de final, perdió ante Stefanos Tsitsipas [14] |
| 23 | 23     | Pablo Carreño         | 1705   | 180                 | 180            | 1705          | Cuarta ronda, perdió ante Kei Nishikori [8]           |
| 24 | 25     | Hyeon Chung           | 1585   | 720                 | 45             | 910           | Segunda ronda, perdió ante Pierre-Hugues Herbert      |
| 25 | 27     | Denis Shapovalov      | 1440   | 45                  | 90             | 1485          | Tercera ronda, perdió ante Novak Djokovic [1]         |
| 26 | 28     | Fernando Verdasco     | 1410   | 45                  | 90             | 1455          | Tercera ronda, perdió ante Marin Čilić [7]            |
| 27 | 29     | Álex de Miñaur        | 1353   | 0                   | 90             | 1443          | Tercera ronda, perdió ante Rafael Nadal [2]           |
| 28 | 31     | Lucas Pouille         | 1245   | 10                  | 720            | 1955          | Semifinales, perdió ante Novak Djokovic [1]           |
| 29 | 30     | Gilles Simon          | 1280   | 45                  | 45             | 1280          | Segunda ronda, perdió ante Alex Bolt [WC]             |
| 30 | 33     | Gaël Monfils          | 1195   | 45                  | 45             | 1195          | Segunda ronda, perdió ante Taylor Fritz               |
| 31 | 34     | Steve Johnson         | 1190   | 10                  | 10             | 1190          | Primera ronda, perdió ante Andreas Seppi              |
| 32 | 32     | Philipp Kohlschreiber | 1215   | 10                  | 45             | 1250          | Segunda ronda, perdió ante João Sousa                 |

#### Bajas masculinas notables
| Clasif | Jugador               | Puntos | Puntos por defender | Puntos ganados | Nuevos puntos | Motivo             |
| ------ | --------------------- | ------ | ------------------- | -------------- | ------------- | ------------------ |
| 5      | Juan Martín del Potro | 5150   | 90                  | 0              | 5060          | Fractura de rótula |
| 26     | Richard Gasquet       | 1535   | 90                  | 0              | 1445          | Lesión lumbar      |

### Individual femenino
| N° | Clasif | Jugadora             | Puntos | Puntos por defender | Puntos ganados | Nuevos puntos | Ronda hasta la que avanzó en el torneo               |
| -- | ------ | -------------------- | ------ | ------------------- | -------------- | ------------- | ---------------------------------------------------- |
| 1  | 1      | Simona Halep         | 6642   | 1300                | 240            | 5582          | Cuarta ronda, perdió ante Serena Williams [16]       |
| 2  | 2      | Angelique Kerber     | 5505   | 780                 | 240            | 4965          | Cuarta ronda, perdió ante Danielle Collins           |
| 3  | 3      | Caroline Wozniacki   | 5436   | 2000                | 130            | 3566          | Tercera ronda, perdió ante María Sharápova [30]      |
| 4  | 4      | Naomi Osaka          | 5270   | 240                 | 2000           | 7030          | Campeona, venció a Petra Kvitová [8]                 |
| 5  | 5      | Sloane Stephens      | 5077   | 10                  | 240            | 5307          | Cuarta ronda, perdió ante Anastasiya Pavliuchenkova  |
| 6  | 6      | Elina Svitolina      | 4940   | 430                 | 430            | 4940          | Cuartos de final, perdió ante Naomi Osaka [4]        |
| 7  | 7      | Karolína Plíšková    | 4750   | 430                 | 780            | 5100          | Semifinales, perdió ante Naomi Osaka [4]             |
| 8  | 8      | Petra Kvitová        | 5000   | 10                  | 1300           | 6290          | Final, perdió ante Naomi Osaka [4]                   |
| 9  | 9      | Kiki Bertens         | 4490   | 130                 | 70             | 4430          | Segunda ronda, perdió ante Anastasiya Pavliuchenkova |
| 10 | 10     | Daria Kasátkina      | 3415   | 70                  | 10             | 3355          | Primera ronda, perdió ante Timea Bacsinszky [PR]     |
| 11 | 11     | Aryna Sabalenka      | 3365   | 10                  | 130            | 3485          | Tercera ronda, perdió ante Amanda Anisimova          |
| 12 | 14     | Elise Mertens        | 2985   | 780                 | 130            | 2335          | Tercera ronda, perdió ante Madison Keys [17]         |
| 13 | 12     | Anastasija Sevastova | 3160   | 70                  | 240            | 3330          | Cuarta ronda, perdió ante Naomi Osaka [4]            |
| 14 | 13     | Julia Görges         | 3055   | 70                  | 10             | 2995          | Primera ronda, perdió ante Danielle Collins          |
| 15 | 15     | Ashleigh Barty       | 2985   | 130                 | 430            | 3285          | Cuartos de final, perdió ante Petra Kvitová [8]      |
| 16 | 16     | Serena Williams      | 2976   | 0                   | 430            | 3406          | Cuartos de final, perdió ante Karolína Plíšková [7]  |
| 17 | 17     | Madison Keys         | 2976   | 430                 | 240            | 2786          | Cuarta ronda, perdió ante Elina Svitolina [6]        |
| 18 | 18     | Garbiñe Muguruza     | 2865   | 70                  | 240            | 3035          | Cuarta ronda, perdió ante Karolína Plíšková [7]      |
| 19 | 19     | Caroline Garcia      | 2660   | 240                 | 130            | 2550          | Tercera ronda, perdió ante Danielle Collins          |
| 20 | 20     | Anett Kontaveit      | 2525   | 240                 | 70             | 2355          | Segunda ronda, perdió ante Aliaksandra Sasnovich     |
| 21 | 21     | Qiang Wang           | 2485   | 10                  | 130            | 2605          | Tercera ronda, perdió ante Anastasija Sevastova [13] |
| 22 | 22     | Jeļena Ostapenko     | 2362   | 130                 | 10             | 2242          | Primera ronda, perdió ante Maria Sakkari             |
| 23 | 23     | Carla Suárez         | 2153   | 430                 | 70             | 1793          | Segunda ronda, perdió ante Dayana Yastremska         |
| 24 | 24     | Lesia Tsurenko       | 1896   | 70                  | 70             | 1896          | Segunda ronda, perdió ante Amanda Anisimova          |
| 25 | 26     | Mihaela Buzărnescu   | 1700   | 10                  | 10             | 1700          | Primera ronda, perdió ante Venus Williams            |
| 26 | 25     | Dominika Cibulková   | 1735   | 10                  | 10             | 1735          | Primera ronda, perdió ante Shuai Zhang               |
| 27 | 28     | Camila Giorgi        | 1645   | 70                  | 130            | 1705          | Tercera ronda, perdió ante Karolína Plíšková [7]     |
| 28 | 27     | Su-Wei Hsieh         | 1680   | 240                 | 130            | 1570          | Tercera ronda, perdió ante Naomi Osaka [4]           |
| 29 | 29     | Donna Vekić          | 1580   | 70                  | 70             | 1580          | Segunda ronda, perdió ante Kimberly Birrell [WC]     |
| 30 | 30     | María Sharápova      | 1552   | 130                 | 240            | 1662          | Cuarta ronda, perdió ante Ashleigh Barty [15]        |
| 31 | 32     | Petra Martić         | 1465   | 240                 | 130            | 1355          | Tercera ronda, perdió ante Sloane Stephens [5]       |
| 32 | 33     | Barbora Strýcová     | 1331   | 240                 | 10             | 1101          | Primera ronda, perdió ante Yulia Putintseva          |

## Cabezas de serie dobles
| Jugadores             | Jugadores              | Clasif | N.º |
| --------------------- | ---------------------- | ------ | --- |
| Oliver Marach         | Mate Pavić             | 7      | 1   |
| Juan Sebastián Cabal  | Robert Farah           | 10     | 2   |
| Jamie Murray          | Bruno Soares           | 14     | 3   |
| Bob Bryan             | Mike Bryan             | 15     | 4   |
| Pierre-Hugues Herbert | Nicolas Mahut          | 23     | 5   |
| Raven Klaasen         | Michael Venus          | 30     | 6   |
| Łukasz Kubot          | Horacio Zeballos       | 39     | 7   |
| Ben McLachlan         | Jan-Lennard Struff     | 40     | 8   |
| Jean-Julien Rojer     | Horia Tecău            | 44     | 9   |
| Dominic Inglot        | Franko Škugor          | 46     | 10  |
| Rajeev Ram            | Joe Salisbury          | 48     | 11  |
| Henri Kontinen        | John Peers             | 57     | 12  |
| Ivan Dodig            | Édouard Roger-Vasselin | 61     | 13  |
| Feliciano López       | Marc López             | 65     | 14  |
| Rohan Bopanna         | Divij Sharan           | 68     | 15  |
| Robin Haase           | Matwé Middelkoop       | 74     | 16  |

| Jugadoras             | Jugadoras           | Clasif | N.º |
| --------------------- | ------------------- | ------ | --- |
| Barbora Krejčíková    | Kateřina Siniaková  | 1      | 1   |
| Tímea Babos           | Kristina Mladenovic | 2      | 2   |
| Gabriela Dabrowski    | Xu Yifan            | 4      | 3   |
| Nicole Melichar       | Květa Peschke       | 6      | 4   |
| Andreja Klepač        | María José Martínez | 7      | 5   |
| Lucie Hradecká        | Yekaterina Makárova | 12     | 6   |
| Chan Hao-ching        | Chan Yung-jan       | 43     | 7   |
| Su-Wei Hsieh          | Abigail Spears      | 47     | 8   |
| Raquel Atawo          | Katarina Srebotnik  | 49     | 9   |
| Irina-Camelia Begu    | Mihaela Buzărnescu  | 51     | 10  |
| Eri Hozumi            | Alicja Rosolska     | 62     | 11  |
| Anna-Lena Grönefeld   | Vania King          | 63     | 12  |
| Kirsten Flipkens      | Johanna Larsson     | 72     | 13  |
| Miyu Kato             | Makoto Ninomiya     | 73     | 14  |
| Bethanie Mattek-Sands | Demi Schuurs        | 75     | 15  |
| Peng Shuai            | Yang Zhaoxuan       | 77     | 16  |

### Dobles mixto
| Jugadores           | Jugadores            | Clasif | N.º |
| ------------------- | -------------------- | ------ | --- |
| Gabriela Dabrowski  | Mate Pavić           | 13     | 1   |
| Nicole Melichar     | Bruno Soares         | 21     | 2   |
| Barbora Krejčíková  | Rajeev Ram           | 22     | 3   |
| Mihaela Buzărnescu  | Oliver Marach        | 29     | 4   |
| Anna-Lena Grönefeld | Robert Farah         | 31     | 5   |
| Abigail Spears      | Juan Sebastián Cabal | 35     | 6   |
| Makoto Ninomiya     | Ben McLachlan        | 39     | 7   |
| Yekaterina Makárova | Artem Sitak          | 41     | 8   |

## Invitados
| - Alex Bolt - James Duckworth - Jason Kubler - Marc Polmans - Alexei Popyrin - Zhe Li - Jack Sock - Jo-Wilfried Tsonga | - Destanee Aiava - Kimberly Birrell - Zoe Hives - Priscilla Hon - Ellen Perez - Clara Burel - Whitney Osuigwe - Peng Shuai |

| - Alex Bolt / Marc Polmans - James Duckworth / Jordan Thompson - Blake Ellis / Alexei Popyrin - Lleyton Hewitt / John-Patrick Smith - Nick Kyrgios / Matt Reid - Max Purcell / Luke Saville - Mao-Xin Gong / Ze Zhang | - Destanee Aiava / Naiktha Bains - Alison Bai / Zoe Hives - Kimberly Birrell / Priscilla Hon - Lizette Cabrera / Jaimee Fourlis - Ellen Perez / Arina Rodionova - Astra Sharma / Isabelle Wallace - Chang Kai-chen / Hsu Ching-wen |

### Dobles mixto
- Monique Adamczak /  Matt Reid
- Priscilla Hon /  Alexei Popyrin
- Maddison Inglis /  Jason Kubler
- Jessica Moore /  Andrew Whittington
- Astra Sharma /  John-Patrick Smith
- Samantha Stosur /  Leander Paes
- Iga Świątek /  Łukasz Kubot
- Zhang Shuai /  John Peers

## Clasificación
La competición clasificatoria se realizó en el Melbourne Park del 8 al 11 de enero de 2019.
| 1. Tatsuma Itō 2. Christopher Eubanks 3. Bjorn Fratangelo 4. Daniel Evans 5. Henri Laaksonen 6. Prajnesh Gunneswaran 7. Gleb Sakharov 8. Stefano Travaglia 9. Rudolf Molleker 10. Thanasi Kokkinakis 11. Lloyd Harris 12. Luca Vanni 13. Mitchell Krueger 14. Viktor Troicki 15. Kamil Majchrzak 16. Miomir Kecmanović | 1. Astra Sharma 2. Misaki Doi 3. Viktorija Golubic 4. Bianca Andreescu 5. Karolína Muchová 6. Iga Świątek 7. Veronika Kudermetova 8. Anna Kalinskaya 9. Paula Badosa 10. Harriet Dart 11. Zhu Lin 12. Varvara Lepchenko 13. Jessika Ponchet 14. Ysaline Bonaventure 15. Natalia Vikhlyantseva 16. Beatriz Haddad Maia |

## Campeones defensores
| Evento                      | Campeones de 2018               | Campeones de 2019                   |
| --------------------------- | ------------------------------- | ----------------------------------- |
| Individual masculino        | Roger Federer                   | Novak Djokovic                      |
| Individual femenino         | Caroline Wozniacki              | Naomi Osaka                         |
| Dobles masculino            | Oliver Marach Mate Pavić        | Pierre-Hugues Herbert Nicolas Mahut |
| Dobles femenino             | Tímea Babos Kristina Mladenovic | Samantha Stosur Shuai Zhang         |
| Dobles mixto                | Gabriela Dabrowski Mate Pavić   | Barbora Krejčíková Rajeev Ram       |
| Individual júnior masculino | Sebastian Korda                 | Lorenzo Musetti                     |
| Individual júnior femenino  | En-Shuo Liang                   | Clara Tauson                        |
| Dobles júnior masculino     | Hugo Gaston Clément Tabur       | Jonáš Forejtek Dalibor Svrčina      |
| Dobles júnior femenino      | En-Shuo Liang Xinyu Wang        | Natsumi Kawaguchi Adrienn Nagy      |

## Campeones

### Sénior

#### Individual masculino
Novak Djokovic venció a  Rafael Nadal por 6-3, 6-2, 6-3

#### Individual femenino
Naomi Osaka venció a  Petra Kvitová por 7-6(7-2), 5-7, 6-4

#### Dobles masculino
Pierre-Hugues Herbert /  Nicolas Mahut vencieron a  Henri Kontinen /  John Peers por 6-4, 7-6(7-1)

#### Dobles femenino
Samantha Stosur /  Shuai Zhang vencieron a  Tímea Babos /  Kristina Mladenovic por 6-3, 6-4

#### Dobles mixto
Barbora Krejčíková /  Rajeev Ram vencieron a  Astra Sharma /  John-Patrick Smith por 7-6(7-3), 6-1

### Júnior

#### Individual masculino
Lorenzo Musetti venció a  Emilio Nava por 4-6, 6-2, 7-6(14-12)

#### Individual femenino
Clara Tauson venció a  Leylah Annie Fernandez por 6-4, 6-3

#### Dobles masculino
Jonáš Forejtek /  Dalibor Svrčina vencieron a  Cannon Kingsley /  Emilio Nava por 7-6(7-5), 6-4

#### Dobles femenino
Natsumi Kawaguchi /  Adrienn Nagy vencieron a  Chloe Beck /  Emma Navarro por 6-4, 6-4

### Silla de ruedas

#### Individual masculino
Gustavo Fernández venció a  Stefan Olsson por 7-5, 6-3

#### Individual femenino
Diede de Groot venció a  Yui Kamiji por 6-0, 6-2

#### Quad individual
Dylan Alcott venció a  David Wagner por 6-4, 7-6(7-2)

#### Dobles masculino
Joachim Gérard /  Stefan Olsson vencieron a  Stéphane Houdet /  Ben Weekes por 6-3, 6-2

#### Dobles femenino
Diede de Groot /  Aniek van Koot vencieron a  Marjolein Buis /  Sabine Ellerbrock por 5-7, 7-6(7-4), [10-8]

#### Quad dobles
Dylan Alcott /  Heath Davidson vencieron a  Andrew Lapthorne /  David Wagner por 6-3, 6-7(6-8), [12-10]